# Claude Bertrand
Claude Bertrand, född Claude Ernest Bertrand den 24 mars 1919 i Gréasque, död 14 december 1986 i Montpellier, var en fransk skådespelare och röstskådespelare.
Han var mest känd som röstskådespelare, bland annat som röst till Roger Moore, Charles Bronson och Bud Spencer. Han gjorde även röster till karaktärer i tecknade filmer, exempelvis Kapten Haddock i Tintin, Baloo i Disneys Djungelboken från 1967 och Thomas O'Malley i Aristocats från 1970.
Bertrand avled 1986.

## Filmografi (i urval)
- 1963 – Svärdet i stenen - röst till Sir Hector i fransk version
- 1967 – Djungelboken - röst till Baloo i fransk version
- 1969 – Solens tempel - röst till Kapten Haddock
- 1970 – Aristocats - röst till Thomas O'Malley i fransk version)
- 1972 – Tintin och hajsjön - röst till Kapten Haddock
- 1973 – Robin Hood - röst till Lille John i fransk version
- 1977 – Älskade spion röst till James Bond (Roger Moore)
- 1979 – Moonraker - röst till James Bond (Roger Moore)
- 1981 – Ur dödlig synvinkel - röst till James Bond (Roger Moore)
- 1983 – Octopussy - röst till James Bond (Roger Moore)
- 1985 – Levande måltavla - röst till James Bond (Roger Moore)